# مسلم ماقمایف (خواننده)
مسلم ماقمایف (به ترکی آذربایجانی: Müslüm Maqomayev) (۱۷ اوت، ۱۹۴۲ – ۲۵ اکتبر، ۲۰۰۸) ملقب به «پادشاه آهنگ‌ها» و «سیناترای شوروی» که باریتون، خواننده پاپ و اپراتیک معروف اهل شوروی و جمهوری آذربایجان در دهه‌های ۱۹۶۰ و ۱۹۷۰ بود.مسلم ماقمایف در یک خانواده هنری بزرگ شده‌بود، پدربزرگ وی که هم نامش نیز بود، مسلم ماقمایف از هنرمندان نامی اهل آذربایجان به شمار می‌رود؛ و از همکاران آهنگساز وی می‌توان به عزیر حاجی‌بیگف اشاره کرد. وی موفقیت‌های بسیاری را در روسیه و کشورهای فروپاشیده اتحاد جماهیر شوروی از جمله زادگاهش جمهوری آذربایجان در استعداد خوانندگی به دست آورد. مسلم ماقمایف نشان‌های مختلفی از جمله هنرمند خلق آذربایجان و جایزه هنرمند مردمی اتحاد جماهیر شوروی را کسب کرده‌بود. علاوه بر این؛ مسلم ماقمایف از دارندگان نشان‌های مدال افتخار فدراسیون روسیه، مدال دوستی خلق شوروی، مدال استقلال جمهوری آذربایجان، نشان کارگران پرچم سرخ شوروی می‌باشد و در سال ۱۹۷۵، مدیر هنری دستهٔ موسیقی ارکستر سمفونیک دولتی آذربایجان شد. ماقمایف از سال نوامبر ۱۹۹۸ رسماً از فعالیت هنری کناره‌گیری کرد؛ و در اثر حمله قلبی در بیمارستانی در مسکو به تاریخ ۲۵ اکتبر ۲۰۰۸ درگذشت. و در پارک مفاخر باکو کنار پدربزرگش به تاریخ ۲۹ اکتبر دفن شد. در مراسم تدفین وی شخصیت‌های بزرگ جمهوری آذربایجان نظیر الهام علی‌اف حضور داشتند.

## نگارخانه

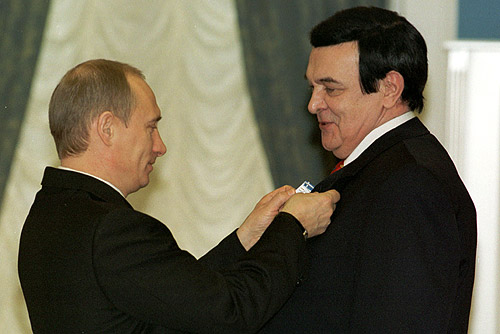
مسلم ماگویف خواننده پاپ و اپرا؛ در حال دریافت نشان از ولادیمیر پوتین رئیس‌جمهور روسیه
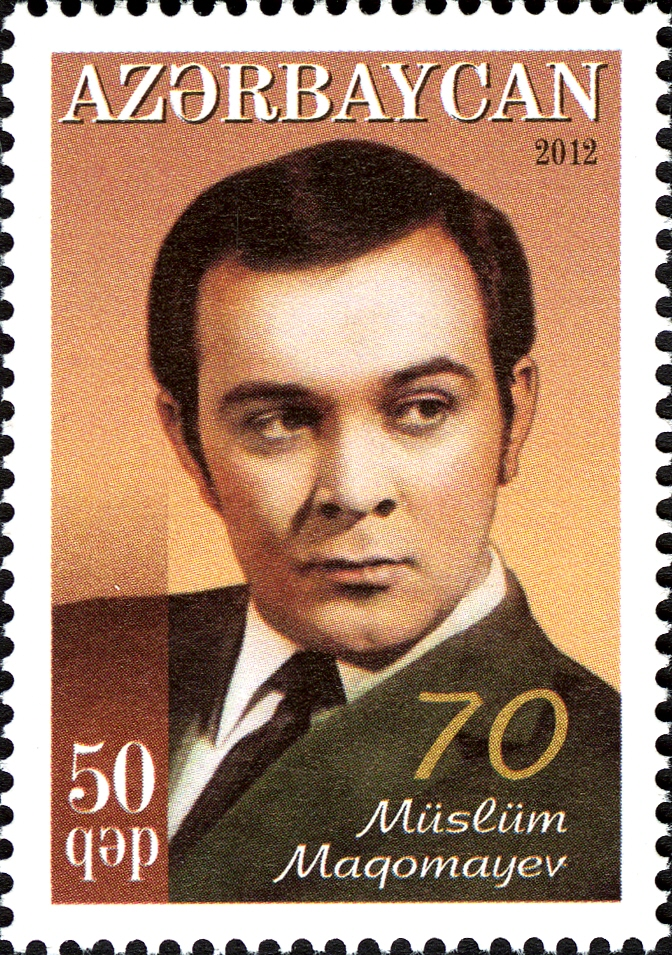
تمبر پستی جمهوری آذربایجان به نام مسلم ماقمایف